# Johan Jern
Johan Leif Jern, född 10 juli 1958, är en svensk opera- och musikalsångare (bas).
Jern är utbildad vid Kulturama och Operahögskolan i Stockholm. Han har tagit sånglektioner för Christer Solén. Tidigare har Jern varit verksam som slagverkare. Han har arbetat i Radiokören, på Kungliga Operan i Stockholm samt arbetat som konsert- och oratoriesångare. Jern har medverkat i radio och tv samt i skivinspelningar. Han har arbetat vid privatteatrar som Oscarsteatern och Cirkus. Vidare har Jern gjort uppsättningar som till exempel Phantom of the Opera, Kristina från Duvemåla, Evita och Chess. Johan är sedan många år även verksam som röstskådespelare och har medverkat med såväl tal som sång i flera filmer och serier.